# Jürgen Dollase
Jürgen Dollase (* 16. September 1948 in Oberhausen) ist ein deutscher Gastronomiekritiker und -journalist sowie Gründer der Artrock-Gruppe Wallenstein.

## Leben
Dollase studierte nach seinem Abitur in Viersen und dem Wehrdienst beim Bundesgrenzschutz Kunst, Musik und Philosophie an der Kunstakademie Düsseldorf und den Universitäten Köln und Düsseldorf. Er war Gründer, Keyboarder, Produzent und anfänglich auch Sänger der Krautrock- bzw. Artrock-Gruppe Wallenstein, die von 1971 bis 1982 existierte.
Anfang der 1980er erwachte sein Faible für Gastronomie bei einem Besuch in dem Pariser Künstler-Restaurant La Coupole. In den 1990er Jahren ermutigte ihn Johannes Gross, der damalige Herausgeber der Zeitschrift Capital, zu Publikationen von Gastronomiekritik. Bald darauf begann er mit seiner Tätigkeit als Restaurantkritiker. Er arbeitete unter anderem mit den Meisterköchen Hans Stefan Steinheuer und Ingo Holland zusammen an einem Buchprojekt sowie 2007 mit Joachim Wissler für eine Kochdokumentation im Fernsehen.
Dollase lebt in Mönchengladbach und ist verheiratet, seine Frau Bärbel begleitet ihn auf seinen Testessen. Sein älterer Bruder ist der emeritierte Hochschullehrer Rainer Dollase.

## Werk
Jürgen Dollase veröffentlicht seit 1999 regelmäßig gastrosophische Kolumnen und Artikel. Den Anfang machten von 1999 bis 2004 kulinarische Texte und Gastronomiekritiken auf der Seite Stil des Feuilletons der FAZ. Von 2004 bis 2016 schrieb er dort die wöchentliche Kolumne Geschmacksache. Seit 2002 schreibt Dollase auch für die Frankfurter Allgemeine Sonntagszeitung Gastronomiekritiken (Kolumne Hier spricht der Gast) und Serien wie Das besondere Restaurant.
Von 2010 bis 2014 kamen eine kulinarische iPhone-App, von 2010 bis Ende 2015 die Online-Kolumne Esspapier (mit einer wöchentlichen Buchrezension) dazu. Neben der Arbeit für die FAZ schrieb Dollase für den Feinschmecker von 2002 bis 2010 die Serie Küchengeheimnisse, deren Rezepte und Analysen teilweise im Feinschmecker-Bookazine Nr. 9 (mit Harald Wohlfahrt) zu finden sind. Ebenfalls im Feinschmecker schrieb er von 2002 bis 2010 die Kolumne Wiederbesucht. In der Kunstzeitung erschien von 2007 bis 2008 die dem Schaffen von Spitzenköchen gewidmete Serie Telleranalyse und von 2008 bis 2009 die Serie Fast Forward, die die Kochavantgarde untersuchte. 2008 begann Dollase auch die Zusammenarbeit mit der neu in deutscher Sprache erschienenen Weinzeitschrift Fine European Wine Magazin mit der Serie Wein und Speisen. Seit 2009 schreibt er für das vierteljährlich erscheinende, von Fotograf Thomas Ruhl herausgegebene Magazin Port Culinaire eine Serie über die Avantgarde-Küche.
Dollase war Vorstandsmitglied der Deutschen Akademie für Kulinaristik.

## Kritik
Wenngleich Jürgen Dollase als Meinungsbildner in Sachen Kulinarik gilt, wird er wegen des sehr speziellen Sprachstils von anderen Journalisten und Schriftstellern kritisiert oder verspottet.
Wolfram Siebeck sagte 2008: „Der Mann kann offensichtlich überhaupt nicht schreiben. Er weiß zweifellos eine Menge und mag objektiv gesehen recht haben. Aber wie er es beschreibt, ist der drögeste Pferdemist, tut mir leid.“
Der Chefredakteur Vijay Sapre schrieb 2011 in seiner Gourmetzeitschrift Effilee, dass Dollases Ansatz der „kulinarischen Intelligenz“ problematisch sei, da er sich auf einen „diffusen und letztlich unhaltbaren Intelligenzbegriff“ beziehe. Um seine Positionen zu untermauern nutze Dollase zudem die fragwürdige Methode, „eigene Vermutungen von früher als Belege für die jeweils neuen Thesen heranzuziehen.“ Aber Sapre lobte auch Dollases exakte Verkostungsbeschreibungen: „Als Gastronomiekritiker ist Dollase bekannt für sehr präzise Beschreibungen der Gerichte, auch kritische Anmerkungen sind stets sachlich. Das ist viel wert in einem Genre, das bis heute stark von persönlichen Befindlichkeiten und reinen Meinungsäußerungen geprägt ist.“
Der Schriftsteller Matthias Altenburg urteilte 2013, dass einem Dollases „verbales Gefuchtel“ den Appetit verderbe, und kam zu dem Schluss: „Sehr gut möglich auch, wenn nicht gar wahrscheinlich, dass Jürgen Dollases Texte in der Journalistenschule in einem Ordner gesammelt werden, der die Aufschrift trägt: ‚So nicht!‘.“
Wolfgang Röhl hielt 2014 seine Beiträge für „prätentiöses Turbogeschwafel, ja für den größtmöglich verschwurbelten Angeberquatsch“.
Hellmuth Karasek kritisierte im Juni 2015 im Hamburger Abendblatt die FAZ-Kolumne des von ihm als „FAZ-Gourmet-Papst“ bezeichneten Dollase, die er „sonst im Jahr zu lesen vermeide, […] weil es [ihm] sonst den Magen umdreht, [ihm] die Galle hochsteigt und der Kragen platzt.“ Im weiteren Verlauf bezeichnete Karasek Dollase als „hoch überschätzten Kollegen“. Weitere Zitate aus Dollases Kolumne unterbrach er mit Spottaussagen wie: „Aber es kommt noch besser, noch verschmockter“.

## Filmografie
- Lecker! Reportage, 2005, 5 Min., Produktion: ZDF, aspekte, Erstsendung: 2. Dezember 2005
- Hier und Heute – Die kulinarische Reportage: Der Guru mit der feinen Zunge. Reportage, 2005, 45 Min., Buch und Regie: Stefan Quante, Produktion: WDR, 2. Januar 2006
- nachtstudio. Thema: „Was ist kulinarische Intelligenz? Von der Ernährung zum Genuss.“ Gäste: Jürgen Dollase, Gunther Hirschfelder und Thomas A. Vilgis. Produktion: ZDF, 11./12. März 2007, 59 Min.[11]
- Meisterwerke der modernen Kochkunst. Dokumentationsreihe 2007, Produktion: ZDF, aspekte, 6. Teil (Memento vom 29. September 2007 im Internet Archive) – mit allen sechs Videos[12]
- Selbstversuch mit Hamburger. Pampiges Brot und sonst gar nichts. Geschmacksanalyse des Hamburgers von McDonald’s, Produktion: FAZ, 18. November 2008, Teil 1, 3:50 Min. und Teil 2, 4:23 Min.

## Werke

### Aufsätze
- Deutsche Spitzenküche im internationalen Vergleich. In: Thomas Platt (Hrsg.): Genußbarometer Deutschland. Wie wir zu leben verstehen. Ch. Links Verlag, Berlin 2004, ISBN 3-86153-336-7.
- Larousse gastronomique (deutsche Ausgabe). Christian Verlag, München 2009, ISBN 978-3-88472-900-7. (Vorwort und diverse Aufsätze. Dollase als einziges deutsches Mitglied des „Comitee gastronomique“)
- Wenn der Kopf zum Magen kommt. Theoriebildung in der Kochkunst. In: Daniele Dell'Agli (Hrsg.): Essen als ob nicht. Gastrosophische Modelle. Frankfurt 2009, ISBN 978-3-518-12518-2.
- Der neue Gourmet und die veränderte Struktur der Kochkunst. In: Irene Schütze (Hrsg.): Über Geschmack lässt sich doch streiten. Zutaten aus Küche, Kunst und Wissenschaft. Kadmos Verlag, Berlin 2011, ISBN 978-3-86599-087-7.

herausgegeben von Vincent Klink / Edition Vincent Klink:
- Cotta's Kulinarischer Almanach. Klett-Cotta, Stuttgart, ab 1993, diverse Aufsätze
- Kleine Dekonstruktion des Geschmacksurteils. Überlegungen zur überfälligen Überprüfung der kulinarischen Wahrnehmung. In: Journal Culinaire. Band 1, Stuttgart 2005, ISBN 3-941121-01-4.
- Kritik auf dem Prüfstand. Plädoyer für eine Revision der Restaurantkritik vor dem Hintergrund einer allgemeinen Theorie des Kochens. In: Journal Culinaire. Band 3, Stuttgart 2007, ISBN 978-3-941121-03-4.

### Bücher
- Geschmacksschule. Tre Torri Verlag, Wiesbaden 2005, ISBN 3-937963-20-0, ausgezeichnet mit dem Gourmand World Cookbook Award 2005.[13]

Neuauflage in der SZ Gourmet Edition, Tre Torri Verlag, Wiesbaden 2017, ISBN 978-3-96033-009-7.
- Kulinarische Intelligenz. Tre Torri Verlag, Wiesbaden 2006, ISBN 3-937963-33-2.
- Gewürze. mit Ingo Holland, Tre Torri Verlag, Wiesbaden 2006, ISBN 3-937963-32-4.
- Die F.A.Z. Gourmetvision – 15 Deutsche Spitzenköche, ihre Kreationen und ihre Visionen. Tre Torri Verlag, Wiesbaden 2007, ISBN 978-3-937963-59-4.
- 45 geniale Rezepte. mit Harald Wohlfahrt, (Feinschmecker Sonderheft). Hamburg 2007, ISBN 978-3-8342-8550-8.
- Die Restaurantkritik. In: Satt.Kochen Essen.Reden. Museumsstiftung Post und Kommunikation und Edition Braus, Frankfurt 2009, ISBN 978-3-89466-296-7.
- Die Ernährung in 100 Jahren. In: Ernst A. Grandits (Hrsg.): 2112. Die Welt in 100 Jahren. Olms Verlag, Hildesheim / Zürich / New York 2012, ISBN 978-3-487-08519-7.
- Gut essen. Ein Aufruf zur kulinarischen Selbstbeschränkung. In: Armin Nassehi (Hrsg.): Kursbuch 172. Gut Leben. Murmann Verlag, Hamburg 2012, ISBN 978-3-86774-186-6.
- Neue Koalitionen. Was heißt schon 'Harmonie' in der Kulinarik? In: Kursbuch 174, „Richtig wählen“. Murmann Verlag, Hamburg 2013, ISBN 978-3-86774-245-0.
- Himmel und Erde. In der Küche eines Restaurantkritikers. AT Verlag, München/Aarau 2014, ISBN 978-3-03800-875-0.
- Kopf und Küche. Die Reise ins Innere des Geschmacks. Von der ersten Auster bis zu den besten Küchen Europas. AT-Verlag, Aarau 2015, ISBN 978-3-03800-875-0.
- Pur, präzise, sinnlich: Ganzheitlicher Genuss – die Zukunft des Essens. AT-Verlag, Aarau 2017, ISBN 978-3-03800-932-0.
- Völlerei: Das große Fressen. S. Hirzel Verlag 2022, ISBN 978-3777629681.

Die Kochuniversität
- Band 1: Tomaten. Tre Torri Verlag, Wiesbaden 2006, ISBN 3-937963-42-1.
- Band 2: Schwein. Tre Torri Verlag, Wiesbaden 2007, ISBN 978-3-937963-44-0.
- Band 3: Pasta. Tre Torri Verlag, Wiesbaden 2007, ISBN 978-3-937963-43-3.